# Пудгала
Пудгала (санскр. «личность») — понятие буддийской философии и психологии, согласно которым пудгала представляет собой лишь видимость личности, сконструированную «скандхами» — формообразующими составными потока (сантана) человеческой (и не только) психики. Исключение составляла школа самматия (буддийская школа, возникшая примерно в 150 г. до н. э.), которая скорее была склонна рассматривать личность (пудгала) как реальность.
Практически все школы буддизма учат о «не-существовании личности», психика рассматривается в буддизме как «текучее непрерывно меняющееся», подобно кадрам на киноплёнке — это одна из составляющих триады признаков буддизма (трилакшана):
- Анатта — «не-я» (пали) \анатман — санскр.\
- Аничча (непостоянство — пали, анитья — санскр.)
- Дуккха — «страдание» \речь о том, что любое непросветлённое бытие исполнено проблем\.